# Režie (informatika)
Režie je v informatice čas, který je spotřebován na dosažení určitého výsledku. V počítači je režie například výpočetní výkon, který se spotřebuje na provoz operačního systému. V počítačových sítích je režie přenosová kapacita, která je spotřebována na přenášení řídících signálů nebo hlaviček datagramů (metadat). V jazyce HTML tvoří režii značky, které ovlivňují zobrazení ostatního textu.